# 愛電視台
株式會社愛電視台（日语：／ Ai Terebi */?）是日本的一家以愛媛縣作為放送地域的商業電視台，開播于1992年10月1日，為迄今最晚成立的JNN成員電視台，也是JNN在四國的第三家加盟台。開播時的正式公司名為「（Iyo Television Inc.，中文：伊予電視台）」，簡稱ITV（Iyo TV）；但因其愛稱在縣民中深入人心，現在反成正式公司名。識別呼號是JOEH-DTV，遙控器號碼是6頻道。

## 外部連結
- 愛電視台6頻道 （页面存档备份，存于） - 官方網站
- YouTube上的愛電視台【官方】頻道
- 愛電視台的X（前Twitter）
- 愛電視台的Facebook專頁
- 愛電視台的Instagram帳戶
- i-Television （页面存档备份，存于） - TMDb

33°50′1.6″N 132°45′20.3″E / 33.833778°N 132.755639°E